# Lambert Meerts
Lambert Joseph Meerts, född 6 januari 1800 i Bryssel, död där 12 maj 1863, var en belgisk violinist och musikpedagog.
Meerts studerade under några år i Paris, blev orkestermusiker i Bryssel 1828 och snart violinsolist. År 1835 blev han violinlärare vid Bryssels musikkonservatorium. Hans studieverk Mécanisme du Violon och andra vann högt erkännande.